# Bryon Wilson
Bryon Wilson (n. 7 aprilie 1988, Montana, SUA) este un sportiv ce a reprezentat Statele Unite ale Americii, medaliat olimpic. A participat la o ediție a Jocurilor Olimpice (2010) în care a câștigat o medalie de bronz.

## Participări
Lista de mai jos prezintă principalele competiții la care a participat Bryon Wilson de-a lungul carierei.
- freestyle skiing at the 2010 Winter Olympics – men's moguls[*]